# 哈尔滨音乐广播
哈尔滨音乐广播，又称经典909，旧称哈尔滨时尚音乐频率、哈尔滨呼兰电台。是哈尔滨广播电视台广播频率第五套节目，于2005年开播。内容以音乐节目为主，广播范围为哈尔滨市全部和绥化市辖肇东市，全天24小时播音。

## 主要节目
- 音乐深呼吸
- 音乐向前冲
- 音乐赛百味
- 音乐礼品卡
- 音乐放轻松
- 音乐不塞车
- 音乐梦星空
- 音乐最大声
- 音乐不打烊
- 徐峰侃车

## 播出频率
哈尔滨市
| 收听区域 | 频率       |
| 市区     | FM 90.9MHz |
| 依兰县   | FM 90.3MHz |
| 巴彦县   | FM 88.8MHz |

绥化市
| 发射地 | 频率        |
| 肇东市 | FM 107.0MHz |

- 本台在2004年-2007年曾使用过927kHz，现已停用。
- 频率90.9MHz原属呼兰人民广播电台，2004年哈尔滨市区划调整，将原呼兰县调整为呼兰区。当时的哈尔滨经济广播电台将90.9MHz频率划归旗下，但当时未经广电总局批准，因此2007年前曾多次更改呼号规避检查。2007年后半年每天还会播出15分钟左右的《呼兰新闻》节目。